# Торроба, Федерико
Федери́ко Море́но Торро́ба (исп. Federico Moreno Torroba; 3 марта 1891, Мадрид — 12 сентября 1982) — испанский композитор.

## Биография
Родился в Мадриде в семье органиста, пианиста и дирижёра Хосе Морено Бальестероса. Получил первые уроки музыки у своего отца, затем учился у Конрадо дель Кампо в Мадридской консерватории, занимался также под руководством Фелипе Педреля.
Основной вклад Морено Торробы как композитора лежит в области сарсуэлы: среди множества его работ в этом жанре наиболее известны «Луиза Фернанда» (1932) и «Плутовка» (исп. La chulapona, 1934). Он также написал несколько опер, из которых наибольший резонанс имела поздняя опера «Поэт» (1980), на премьере которой заглавную партию пел Пласидо Доминго. Кроме того, Морено Торробе принадлежит ряд композиций для классической гитары, многие из которых были посвящены Марии Анхелике Фунес или Андресу Сеговии.
Морено Торроба также возглавлял в разные годы несколько оперных компаний, способствуя популяризации сарсуэлы в разных странах. Кроме того он работал в театре «Авенида» в Буэнос-Айресе в 1930-е и 1970-е годы.

## Произведения

### Сарсуэлы
- La mesonera de Tordesillas (1925)
- La marchenera (1928)
- Azabache (1932)
- Luisa Fernanda (1932)
- Xuanón (1933)
- La chulapona (1934)
- Maravilla (1941)
- El duende azul (1946, with Rodrigo)
- Baile en Capitanía (1960)
- Ella (1966)

### Оперы
- La Virgen de Mayo (1925)
- El Poeta (1980)

### Произведения для гитары
- Aires de La Mancha
- Burgalesa
- Castillos de España (Sigüenza, Manzanares el Real, Alba de Tormes, Montemayor, Alcañíz, Javier, *Torija, Simancas, Zafra, Turégano, Rebada, Alcázar de Segovia, Olite, Calatrava)
- Estampas (for guitar-quartet)
- Madroños
- Nocturno
- Piezas characterísticas (Preámbulo, Oliveras, Melodía, Albada, Los Mayos, Panorama)
- Puertas de Madrid (Puerta de San Vicente, Puerta de Moros, Puerta de Toledo, Puerta de Alcalá, *Puerta del Ángel, Puerta Cerrada, Puerta de Hierro)
- Ráfagas (for guitar quartet)
- Romance de los Pinos
- Serenata Burlesca
- Siete Piezas de Álbum (Chisperada, Rumor de Copla, Minueto del Majo, ¡Ay, Malagueña!, Aire Vasco, *Segoviana, Bolero Menorquín)
- Sonata-Fantasía
- Sonatina in A
- Sonatina y variación in E — minor
- Suite castellana (Fandanguillo, Arada, Danza)
- Suite miniatura (Llamada, Trémolo, Vals, Divertimento)